# Robert B. Duncan

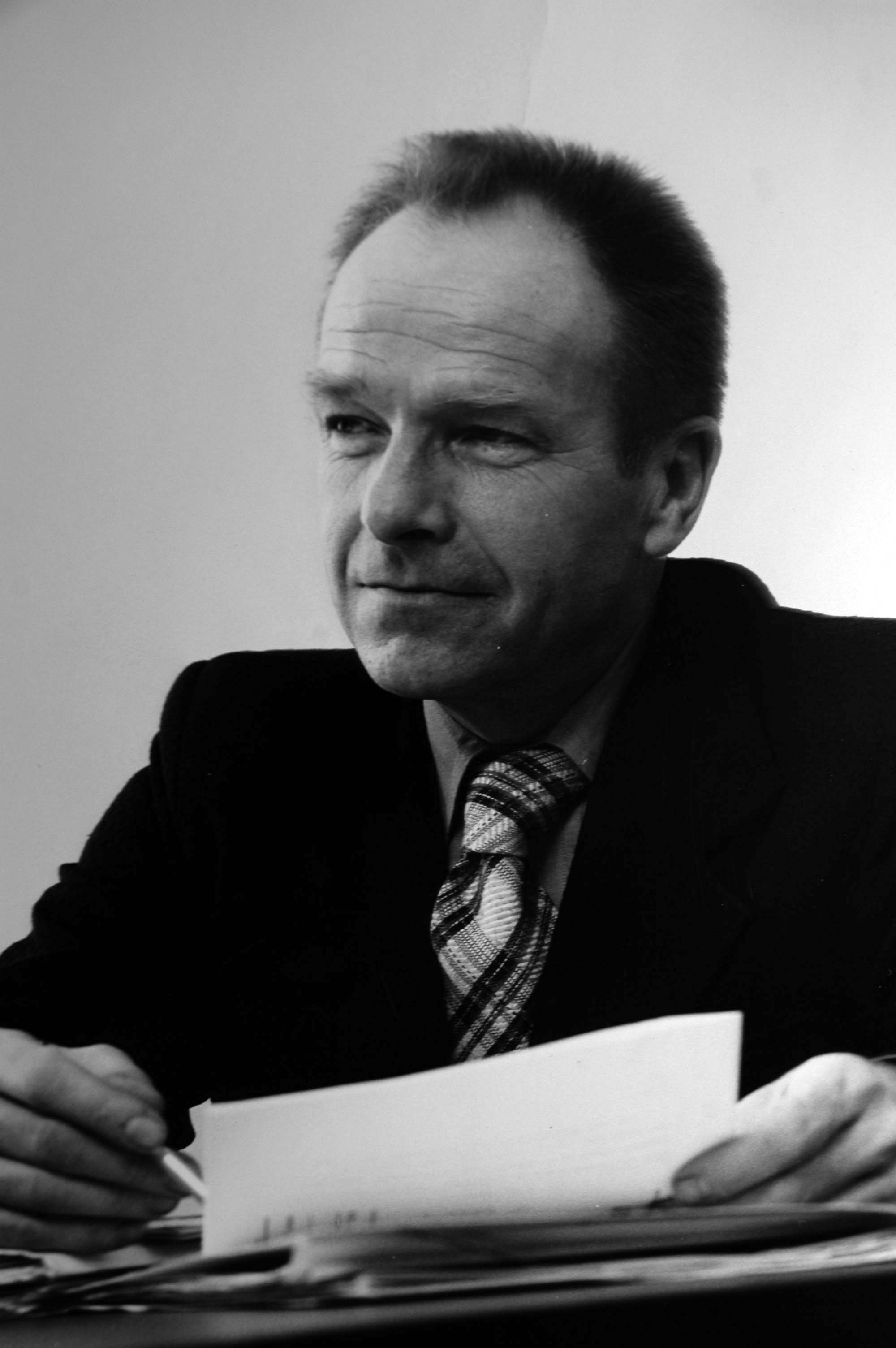
Robert B. Duncan in den 1960er Jahren

Robert Blackford Duncan (* 4. Dezember 1920 in Normal, Illinois; † 29. April 2011 in Portland, Oregon) war ein US-amerikanischer Politiker. Zwischen 1963 und 1967 vertrat er den vierten und von 1975 bis 1981 den dritten  Wahlbezirk des Bundesstaates Oregon im US-Repräsentantenhaus.

## Frühe Jahre und Aufstieg in Oregon
Robert Duncan wuchs in Bloomington auf, wo er die öffentlichen Schulen besuchte. Danach studierte er an der University of Alaska, der Illinois Wesleyan University und der University of California. Schließlich beendete er seine Ausbildung im Jahr 1948 mit einem Jurastudium an der University of Michigan in Ann Arbor. Seine Studienzeit war durch seine Zeit bei der Handelsmarine und dann während des Zweiten Weltkriegs unterbrochen. Während dieses Krieges diente er in einer Flugeinheit der US-Marine. Später blieb er Mitglied der Reserve der Marine.
Vor seiner Zulassung als Rechtsanwalt im Jahr 1948 arbeitete Robert Duncan zwischenzeitlich in verschiedenen Berufen in Alaska und Illinois. Er war unter anderem bei einer Bank in Chicago angestellt. Nach seiner Zulassung als Anwalt zog er nach Oregon, wo er in einer Gemeinschaftspraxis arbeitete. Politisch wurde er Mitglied der Demokratischen Partei. Zwischen 1956 und 1962 war er Abgeordneter im Repräsentantenhaus von Oregon. Ab 1959 fungierte er als Speaker dieser Parlamentskammer.

## Kongressabgeordneter
1962 wurde er in das US-Repräsentantenhaus gewählt, wo er am 3. Januar 1963 die Nachfolge von Edwin Russell Durno antrat. Nach einer Wiederwahl im Jahr 1964 konnte er bis zum 3. Januar 1967 zwei Legislaturperioden im Kongress absolvieren. Duncan war ein Anhänger von Präsident Lyndon B. Johnson und Befürworter des Vietnamkriegs. 1966 bewarb er sich nicht um eine Wiederwahl in das Repräsentantenhaus, sondern um einen Sitz im US-Senat. Dabei unterlag er aber Gouverneur Mark Hatfield, wobei seine inzwischen unpopulären Ansichten über den Vietnamkrieg eine Rolle spielten. Auch in den Jahren 1968 und 1972 kandidierte er erfolglos für den Senat. In der Zwischenzeit arbeitete er wieder als Rechtsanwalt. Bei den Kongresswahlen des Jahres 1974 kandidierte er erfolgreich im dritten Wahlbezirk für seine Rückkehr in das Repräsentantenhaus. Dort übernahm er am 3. Januar 1975 den Sitz von Edith Green. Nach zwei Wiederwahlen konnte Duncan sein Mandat bis zum 3. Januar 1981 ausüben. Bei den Vorwahlen des Jahres 1980 unterlag er innerhalb seiner Partei Ron Wyden, der dann auch zu seinem Nachfolger gewählt wurde.

## Weiterer Lebenslauf
Zwischen 1984 und 1988 war Robert Duncan noch Mitglied und seit 1987 Vorsitzender des Northwest Power Planning Council. Danach zog er sich in den Ruhestand zurück. Robert Duncan war seit 1942 mit der 1990 verstorbenen Marijane Beverly Dill verheiratet; das Paar hatte sieben Kinder. Robert Duncan lebte zuletzt in Portland.